# Waltunk
Waltunk (Władun?) – władca Karantanii, panujący w latach 772−784, wzmiankowany w dziele Conversio Bagoariorum et Carantanorum.
Został osadzony na tronie w wyniku interwencji bawarskiej, która zakończyła kilkuletni okres anarchii w państwie karantańskim, spowodowany antychrześcijańskim powstaniem ludowym. Nie jest jasne, czy był synem poprzedniego księcia Chotimira, czy narzuconym ludności słowiańskiej niemieckim możnym. Zapoczątkował nową linię władców słowiańskich, którzy dzięki w miarę stabilnej sytuacji wewnętrznej – mimo konieczności uznawania zwierzchności frankońskiej – panowali nad Karantanią przez kilkadziesiąt lat.
Imię Waltunk jest prawdopodobnie tym samym imieniem lub tytułem, które nosił pierwszy władca Karantanii, Waluk.